# Underworld: Az ébredés
Az Underworld: Az ébredés (Underworld: Awakening) 2012-ben bemutatott amerikai 3D akciófilm Måns Mårlind és Björn Stein rendezésében. A film a harmadik folytatása a sorozatnak, amelynek első két része az Underworld és az Underworld: Evolúció. Az első rész előzményeit A vérfarkasok lázadása alcímet viselő rész dolgozta fel. 
A forgatókönyvet Len Wiseman, John Hlavin, és Allison Burnett írta. Kate Beckinsale visszatér Selene szerepében, míg más színészek mint például Sandrine Holt, Michael Ealy, és India Eisley új szereplőként jelennek meg a produkcióban.

## Gyártás
A forgatás 2011 márciusában kezdődött a Simon Fraser egyetemen Vancouverben, Brit-Kolumbiában.
Az új Underworld film az első amihez RED EPIC digitális fényképezőgépet használtak 3D-ben.

## Szereplők
- Kate Beckinsale: Selene
- Sandrine Holt: Lida
- Michael Ealy:  Sebastian nyomozó
- India Eisley:  Eve
- Kris Holden-Ried:  Quint
- Ron Wear:  Jack Fletcher
- Adam Greydon Reid:  Alan
- Stephen Rea: Dr. Jacob Lane
- Marvin Duerkholz: Leroy

Amikor Scott Speedmant, megkérdezték egy interjúban, hogy el vállalná-e Michael Corvin szerepét, egyszerűen azt válaszolta: "Nem".

## Promóció
A film első előzetesét 2011. augusztus 17-én jelentették meg.